# Sanfrè
Sanfrè (Sanfrè in piemontese) è un comune italiano di 3 046 abitanti della provincia di Cuneo in Piemonte. Fa parte della delimitazione geografica del Roero.

## Storia

### Simboli
Lo stemma comunale è stato concesso dal duca Vittorio Amedeo di Savoia con editto del 23 marzo 1687 e consegnato ai rappresentanti della comunità di Sanfrè in Torino il 12 settembre 1687.
Il motto si può tradurre "Per tutti lo stesso" e sottolinea  l'uguaglianza tra i cittadini.
Il gonfalone è un drappo di azzurro.

## Monumenti e luoghi d'interesse

### Architetture civili
- Castello di Sanfrè. Grande complesso di edifici fu costruito tra il XIII e il XVIII secolo, dalla famiglia Isnardi. Banchieri astigiani e Marchesi di Caraglio. Dell’antica costruzione non rimane quasi nulla. Fu infatti rovinato dagli Spagnoli a metà del '500, è quindi stato ricostruito come imponente dimora signorile. Il castello è in posizione panoramica, affacciato sulla pianura cuneese e le Alpi come cornice.
- Complesso Curtense Motta degli Isnardi in frazione Motta. Una casaforte con torre di tre piani a base quadrata.

- Monumento ai Caduti in bronzo. I Caduti di Sanfrè nella prima guerra mondiale furono 36, nella seconda guerra mondiale furono 52. I soldati sono ricordati uno a uno in due lastre in bronzo affiancate ad una statua.

### Architetture religiose
- La chiesa dei SS. Pietro e Paolo (Chiesa Parrocchiale)
- La Chiesa di S. Agostino
- La Chiesa di S. Giovanni
- La Chiesa della Madonna del Popolo
- La chiesa della SS. Trinità
- La Chiesa della Madonna Addolorata
- Il Convento di Loreto

## Società

### Evoluzione demografica
Abitanti censiti

### Etnie e minoranze straniere
Secondo i dati Istat al 31 dicembre 2017, i cittadini stranieri residenti a Sanfrè sono 177, così suddivisi per nazionalità, elencando per le presenze più significative:
1. Albania : 41
2. Bosnia ed Erzegovina: 29

## Cultura

### Cucina
- Il Fuaset di Sanfrè. Nato alla fine del ‘700, è un dolce povero e semplice. Viene fatto con la medesima pasta del pane, ma zuccherata, con l‘aggiunta di limone, burro, uova e un pizzico di sale e lievito. Vene sfornato con la tipica forma a cinque punte mozzate, nel periodo della Quaresima.

### Manifestazioni
Durante la festa patronale deiCorpi Santi, la Pro Loco organizza giochi, attrazioni e si tiene il Palio dei Borghi ed il Palio delle Galline.
Nel periodo natalizio, per la festività dell'Epifania, viene allestito un presepe vivente con 200 personaggi e vecchi mestieri; esiste inoltre un presepe meccanico all'interno di una piccola chiesa.

## Amministrazione
Di seguito è presentata una tabella relativa alle amministrazioni che si sono succedute in questo comune.
| Periodo        | Periodo        | Primo cittadino   | Partito                                 | Carica  | Note   |
| -------------- | -------------- | ----------------- | --------------------------------------- | ------- | ------ |
| 5 giugno 1985  | 30 maggio 1990 | Demetrio Fè       | Democrazia Cristiana                    | Sindaco | [ 10 ] |
| 30 maggio 1990 | 21 luglio 1994 | Vincenzo Landolfo | Partito Liberale Italiano               | Sindaco | [ 10 ] |
| 26 luglio 1994 | 24 aprile 1995 | Ernesto Gianolio  | Partito Socialista Democratico Italiano | Sindaco | [ 10 ] |
| 24 aprile 1995 | 14 giugno 1999 | Ernesto Gianolio  | centro-destra                           | Sindaco | [ 10 ] |
| 14 giugno 1999 | 14 giugno 2004 | Ernesto Gianolio  | lista civica                            | Sindaco | [ 10 ] |
| 14 giugno 2004 | 8 giugno 2009  | Bruno Petiti      | lista civica                            | Sindaco | [ 10 ] |
| 8 giugno 2009  | 26 maggio 2014 | Bruno Petiti      | lista civica                            | Sindaco | [ 10 ] |
| 26 maggio 2014 | 27 maggio 2019 | Gianmario Racca   | lista civica: insieme per Sanfrè        | Sindaco | [ 10 ] |
| 27 maggio 2019 | In carica      | Giovanni Pautasso | lista civica: insieme per Sanfrè        | Sindaco | [ 10 ] |